# José Luis Villar Palasí
José Luis Villar Palasí (València, 1922 - Madrid, 7 de maig del 2012) fou un polític valencià. Va ser President del Consell Superior d'Investigacions Científiques i Ministre d'Educació en el govern de Franco des del 18 d'abril de 1968 a l'11 de juny de 1973. Va deixar el govern després de ser nomenat President l'Almirall Luis Carrero Blanco que va nomenar en aquest lloc Julio Rodríguez Martínez. Pertanyia al que durant el Franquisme es va considerar tendència democristiana del Règim, amb vincles amb l'Opus Dei, encara que no hi va pertànyer directament.

## Càrrecs
Llicenciat en Dret (1945) i Filosofia i Lletres, secció d'Història (1945), per la Universitat de València. Es va traslladar a la Universitat de Madrid, en la Facultat de la qual de Ciències Polítiques i Econòmiques va treballar com auxiliar de càtedra de Teoria Econòmica. El 1951 va ser nomenat secretari tècnic del director general del recentment creat Ministeri d'Informació i Turisme. El 1962 va arribar a sotssecretari de Comerç, un lloc per al va anar nomenat per Alberto Ullastres, ministre de Comerç de Franco. Després de tres anys servint al Ministeri de Comerç, Villar Palasí va passar a dirigir l'Institut d'Estudis Administratius situat en el Centre de Funcionaris Civils, a Alcalá El 1968 va ser nomenat Ministre d'Educació franquista. El 1971, va passar a compaginar el seu càrrec com a Ministre amb el de President del CSIC fins a la seva destitució d'ambdós el 1973.

## Llei General d'Educació de 1970
Va impulsar la Llei General d'Educació de 1970 que va suposar un important esforç de modernització del sistema educatiu, entre les principals fites del qual destaquen l'ensenyament primari obligatòria fins als 14 anys (EGB) i la Universitat Nacional d'Educació a Distància, que, no obstant això, no va estar acompanyat dels recursos econòmics necessaris. L'anterior sotssecretari d'Educació, Alberto Monreal, va ser substituït per Ricardo Díez Hotchleiner a qui va fer responsable de la comissió de llibres encarregada d'establir les pautes per les quals s'anaven a regir els nous textos escolars. Hotchleiner va ser destituït per la suposada revelació a Jesús de Polanco d'informació privilegiada sobre els textos escolars i el seu lloc el va ocupar Rafael Mendizábal (Cacho, 1999: 89).